# 1462
Évszázadok: 14. század – 15. század – 16. század
Évtizedek: 1410-es évek – 1420-as évek – 1430-as évek – 1440-es évek – 1450-es évek – 1460-as évek – 1470-es évek – 1480-as évek – 1490-es évek – 1500-as évek – 1510-es évek
Évek: 1457 – 1458 – 1459 – 1460 –  1461 – 1462 – 1463 – 1464 – 1465 – 1466 – 1467

## Események

### Határozott dátumú események
- március 28. – III. Iván követi apját az orosz trónon.
- április 3. – I. Mátyás magyar király magyar király és III. Frigyes német-római császár megköti a grazi békét.[1]
- április 26. – II. Piusz pápa megerősíti Szapolyai Miklóst az erdélyi püspöki székben.[2]
- május 12. – Cristoforo Moro velencei dózse megválasztása.[3]
- május 14. – Mátyás magyar király Vácott kiegyezik Jiskra Jánossal.[4]
- május 31. – A budai országgyűlés portánként 1 aranyforint rendkívüli adót szavaz meg a Szent Korona visszaváltására.
- szeptember 17.
  - A schwetzi csatában újabb súlyos vereséget szenvednek a német lovagok a lengyel seregektől.
  - Mátyás magyar király rendeletben szabályozza a pénz értékét. (1 aranyforint 300 dénár, míg korábban 200 dénár volt!)

### Határozatlan dátumú események
- az év folyamán –
  - A portugálok megalapítják az első települést a Zöld-foki szigeteken.
  - Török sereg tör be a Szerémségbe, de Rozgonyi Futaknál megveri őket.
  - II. Piusz pápa eretnekké nyilvánítja Podjebrád Györgyöt, mivel az egyre csak halogatja a kelyhesek elleni fellépést. (Négy évvel később II. Pál pápa kiközösítette az uralkodót.)[5]
- a tél folyamán – A török elűzi Vlad Tepest a havasalföldi trónról és öccsét Radut visszahelyezi uralkodónak. Mátyás a hozzá menekült Vladot börtönbe záratja és megerősíti Radut a trónon.[6]

## Születések
- június 27. – XII. Lajos francia király († 1515)
- február 1. – Johannes Trithemius, tudós († 1516)

## Halálozások
- március 27. – II. Vaszilij moszkvai nagyfejedelem (* 1415)
- május 8. – Palla Strozzi, az első nyilvános könyvtár alapítója Firenzében
- november 14. – Habsburg Anna magyar hercegnő, türingiai tartománygrófné, 1442-től 1444-ig I. Ulászló magyar király jegyese, I. Mátyással szemben magyar trónkövetelő 1458-ban, Albert magyar király és Luxemburgi Erzsébet idősebb lánya (* 1432)